# Netišyn
Netišyn (in ucraino Нетішин?) è una cittadina che si trova a nord-ovest dell'Ucraina. Fa parte dell'oblast' di Chmel'nyc'kyj, che dà nome all'omonima centrale nucleare. La cittadina costruita durante gli anni '80 sorge sul fiume Horyn' ed era inizialmente ad uso esclusivo degli operai della centrale nucleare, ma sin dall'inizio fu resa accessibile anche ad altri tipi di popolazione. 
La sua popolazione registrata nel 2024 era di 35 191 abitanti, molti dei quali collocati lungo le campagne circostanti. Comprende un'area estesa di 95,92 chilometri quadrati.